# 服部ジュン
服部 ジュン（はっとり じゅん、1978年9月11日  - ）は、日本の元女優。東京都出身。

## 来歴
- 1978年9月11日生まれ。出身地は東京都[2]。
- 1985年に劇団東俳に入団し[2]、所属していた。
- 舞台『毛剃九右衛門』でデビュー[2]。
- 1993年に『電光超人グリッドマン』で井上ゆか 役や、多くのテレビ、舞台等で活動した[3][4]。
- 1994年10月公演の『野に咲く花なら』を最後に出演歴が確認できておらず、現在の活動は不明だが、『グリッドマン』で共演した小尾昌也が2021年に発売されたムックで答えたインタビューで「年賀状のやり取りで繋がっている」と語っている。

## 主な出演作品

### テレビ番組
- ジャングル（1987年、日本テレビ）
- 水曜グランドロマン・熱中時代スペシャル（日本テレビ）
  - 「3年5組の叛乱」（1988年10月26日）
  - 「嵐を呼ぶ男」（1989年10月11日）
- 裁判所へ行こう!（1990年8月7日、NHK）
- ドラマダス「極道の息子たち」（1990年9月4日 - 7日、関西テレビ）
- 木曜ゴールデンドラマ「ママを忘れないで」（1990年12月13日、読売テレビ）
- 土曜ワイド劇場「タクシードライバーの推理日誌1 殺人化粧の女 山が動いた!?」（1992年5月9日、テレビ朝日）
- あなたの知らない世界「懐かしい骨」（1993年1月19日、日本テレビ）
- 電光超人グリッドマン（1993年4月3日、TBS） - 井上ゆか 役[3][5]。

### CM
- エバラ食品
- ネッスル「MILO」
- バンダイ
- 福島県

### 映画
- 風の又三郎 ガラスのマント（1989年3月） - 病院の少女 役[6]。

### 舞台
大歌舞伎
- 寺小屋（1989年4月）

劇団東俳合同公演
- 真夏の夜の夢（1989年10月10日）
- 坊ちゃんの孫（1990年9月24日）
- 二十四の瞳（1991年9月22日）
- 王子と乞食（1992年10月11日）
- 新青い山脈（1993年10月10日）

新派特別公演
- 花の生涯（1989年2月）

東俳レモン劇場
- 白雪姫（1990年5月1日）
- ピノキオ（1991年）
- きらきら姫はどこにいる（1992年4月29日）

東宝時代劇公演
- 恍惚の人（1989年7月）

その他
- アニー（1994年） - ジャネット 役
- SSSS.DYNAZENON（2021年、『電光超人グリッドマン』本編の声が流用される）
- 野に咲く花なら（1994年10月）